# Bernard Talvard
Bernard Gérard Talvard (* 8. Oktober 1947 in Melun) ist ein ehemaliger französischer Florettfechter.

## Erfolge
Bernard Talvard wurde mit der Mannschaft 1971 in Wien und 1975 in Budapest Weltmeister. Hinzu kam ein dritter Platz 1974. Im Einzel wurde er 1975 Vizeweltmeister hinter Christian Noël. Zweimal nahm Talvard an Olympischen Spielen teil. Bei den Olympischen Spielen 1972 in München gewann er mit der Mannschaft Bronze. 1976 wiederholte er mit der Mannschaft in Montreal diesen Erfolg und landete auch im Einzel auf dem Podium. Mit drei Siegen in der Finalrunde gewann er hinter Fabio Dal Zotto und Alexander Romankow Bronze.